# Festival Internacional de la Cultura de Boyacá 2012
La 40.ª edición del Festival Internacional de la Cultura de Boyacá se celebró en la ciudad colombiana de Tunja y tuvo lugar entre el 31 de agosto y el 8 de septiembre de 2012. Para la celebración de los 40 años del festival, actuaron más de 2.500 artistas en más de 500 eventos.

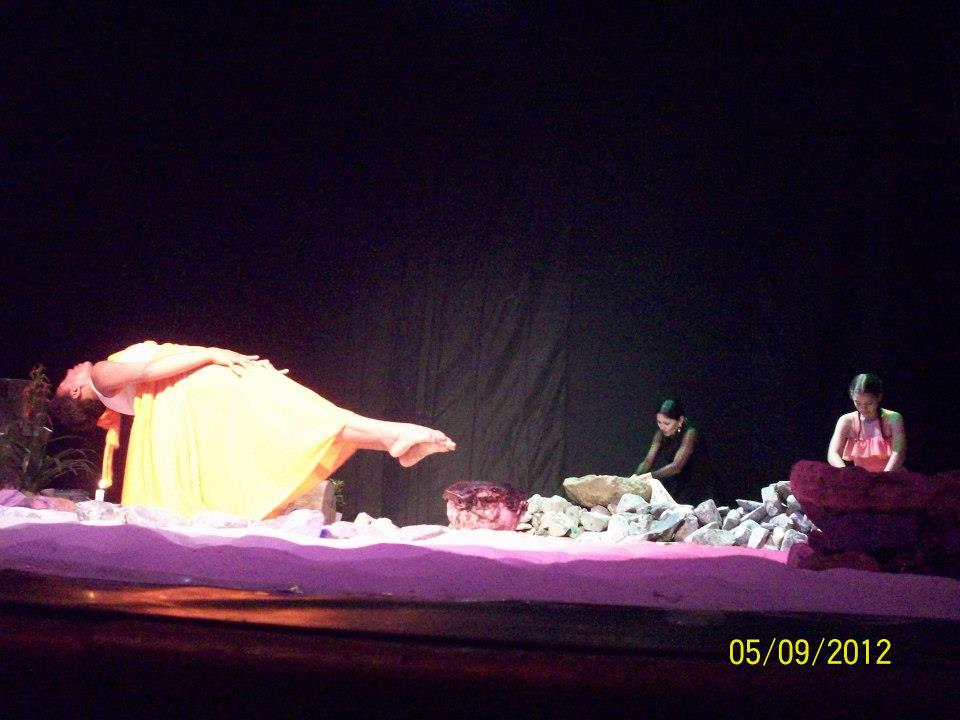
Detalle de una pieza de teatro

El país invitado especial fue Costa Rica y el departamento homenajeado Antioquia. La programación en Tunja y los diferentes municipios incluyó Música, Danzas, Teatro, Cinematografía, Artes Plásticas, Patrimonio Cultural, Literatura y Artesanías.

## Países Participantes
| País participante    | Artista |
| -------------------- | --- |
| Alemania             | |
| Argentina            | Cine: El Secreto de tus Ojos. Música: Voces del mundo en Concierto, Comunidades Extranjera de la Patagonia                                                 |
| Australia            | |
| Bélgica              | |
| Bolivia              | |
| Brasil               | Música: Piano Neo-Contemporâneo |
| Chile                | |
| China                | |
| Colombia             | Cine: La Cara Oculta |
| Costa Rica           | Cine: El Sanatorio, El Cielo Rojo. Danza: Reflejos hacia la Educación del Balet Mi Linda Costa Rica                                                        |
| Cuba                 | |
| Ecuador              | Cine: El Pescador, con Maria Cecilia Sánchez |
| España               | Cine: La Voz Dormida. Música: Arpa Clásica |
| Estados Unidos       | |
| Francia              | |
| Italia               | |
| México               | Danzas: Alegría Mexicana de Querétaro. Cine: El Lenguaje de los Machetes                                                                                   |
| Panamá               | |
| Perú                 | Cine: Las Malas Intenciones, Adolfo Paucar. Danza: Yutabaso                                                                                                |
| Portugal             | Música: The world music of Portugal Jazz |
| Puerto Rico          | |
| República Dominicana | |
| Turquía              | |
| Uruguay              | Música: Guitarra Clásica de Gustavo Pasos |
| Venezuela            | Música: Orquesta Sinfónica Juvenil de Yaracuy, Cantoría de Venezuela. Danzas: Rosadela. Literatura: Jeffery Cedeño. Folclor de Fabiana Ochoa y Luis Silva. |

## Artistas destacados
| País participante    | Arte   | Artista-Evento    |
| -------------------- | ------ | ----------------- |
| México               | Música | Vicente Fernández |
| Puerto Rico          | Música | Cheo Feliciano    |
| República Dominicana | Música | Juan Luis Guerra  |
| Venezuela            | Música | Luis Silva        |